# ناو کلاس بلاک
کروزر کلاس بلاک (به انگلیسی: Blake-class cruiser) یک کلاس از کشتی است که طول آن ۳۹۹ فوت ۹ اینچ (۱۲۱٫۸۴ متر) می‌باشد.